# 張超 (別部司馬)
張 超（ちょう ちょう、生没年不詳）は、中国後漢末期の文士。字は子並。冀州河間郡鄚県の人。

## 事績
『後漢書』張超伝によると張良の末裔、『新唐書』世系表によると張耳の末裔とされる。
後漢の霊帝の時代、朱儁に従って黄巾の乱平定に貢献し、別部司馬に任じられた。
文才に長け、賦・頌・碑文・檄文などおよそ19篇を著した。草書の腕前も優れ、それらの作品は後世に伝えられた。
『三国志』武帝紀注の『張超集』によると、袁遺を称揚して朱儁に推薦したという。この『張超集』は、張超についてまとめられた文献と思われるが、隋の時代には散失している。